# Mercato dei Fiori Vecchio

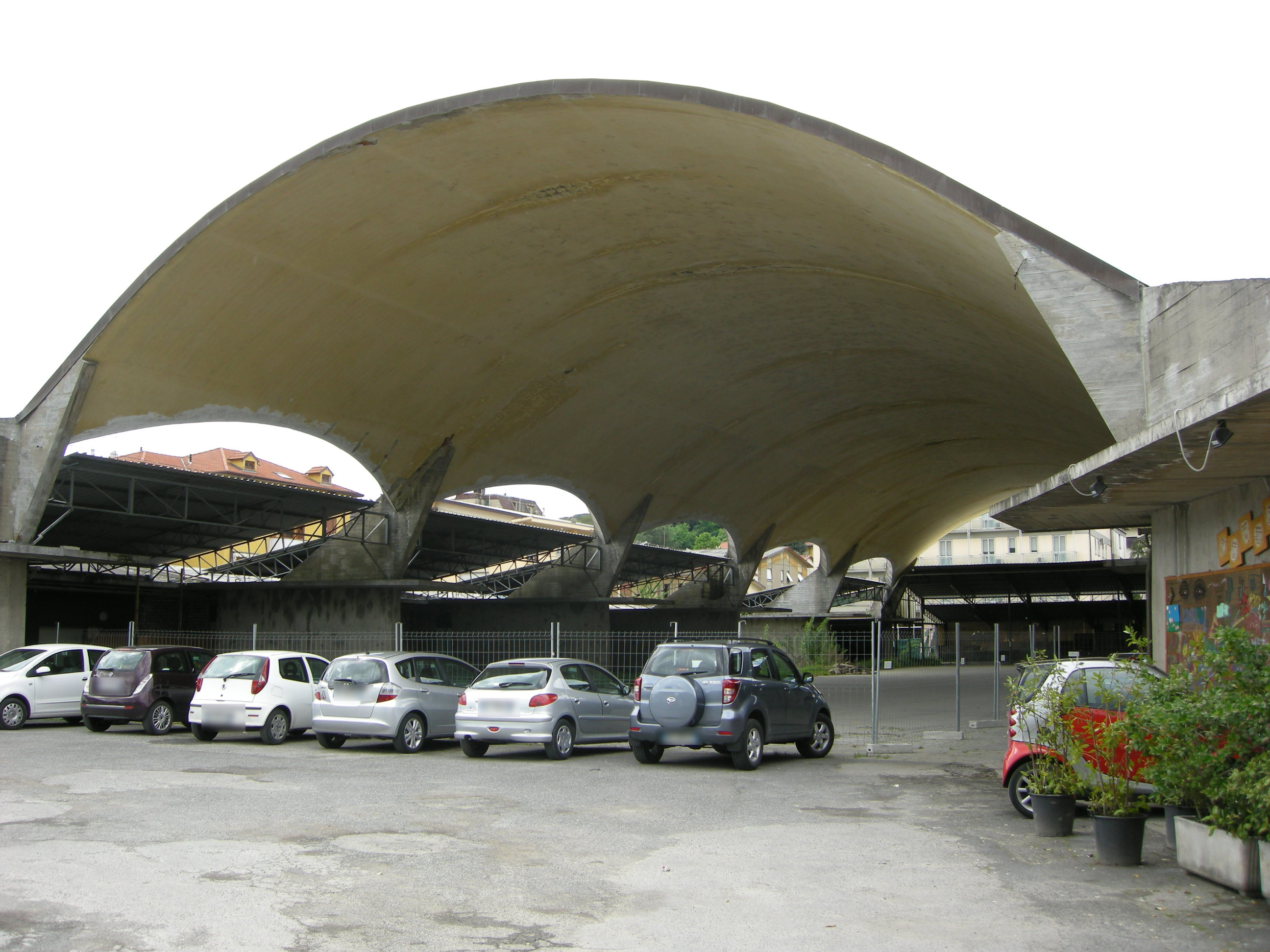
Mercato dei Fiori Vecchio

Il Mercato dei Fiori Vecchio è un complesso architettonico situato tra via Amendola, via Turati, via VIII Settembre, e via F.lli Rosselli a Pescia.

## Storia
Con il tracollo delle tradizionali manifatture seriche ed il notevole ridimensionamento dell'attività delle cartiere, la riconversione produttiva dell'area pesciatina si rivolse, negli anni trenta, verso un'agricoltura specializzata, dapprima nella produzione di piante di ulivo e successivamente di fiori - in particolare garofani - per la distribuzione dei quali già nel 1925 era stata realizzata un'ampia tettoia ad uso di mercato coperto.
Cercando di accogliere le esigenze di una produzione in espansione, nell'autunno del 1949 il Comune di Pescia bandì un concorso nazionale per realizzare una piazza coperta da destinarsi a mercato orto-floro-frutticolo, che sorgerà su un'area del nuovo quartiere di San Michele, tra il centro e la stazione, su via Amendola.
In una prima stesura il bando richiedeva espressamente che la tettoia venisse realizzata in cemento armato; ai lati della piazza, 2000 m², erano previsti uffici, magazzini e una serie di servizi legati al mercato. Il progetto doveva tener conto della "possibilità di sfruttare il locale per cinematografo e altri spettacoli". Tra i sei gruppi di progettisti che partecipano al concorso si segnalano quello, con il motto "TS", formato da Giovanni Michelucci, Emilio Isotta e Renzo Sansoni, e quello, con il motto "Quadrifoglio", formato dagli architetti Leonardo Savioli, Leonardo Ricci, Giuseppe Giorgio Gori, Enzo Gori, e dall'ing. Emilio Brizzi, che si assicurò la palma della vittoria a stretta maggioranza.
Secondo la commissione giudicatrice, il Mercato del gruppo "Quadrifoglio" appariva «...una creazione architettonica nobilissima, limpida, ariosa. Sebbene ancorato saldamente alla terra, ha tuttavia un'ansia di volo che sale dalle imposte alle vele delle volte e genera una vibrazione lunga d'aria e di luce», e ne venivano esaltate la modernità e la perfetta armonia fra scelte formali e soluzioni tecniche.
Il progetto esecutivo venne redatto durante il 1949, con alcune modificazioni rispetto all'elaborato di concorso, quali un lieve abbassamento della volta di copertura e la previsione di schermature alle volte laterali, suggerite dalla giuria e dagli stessi floricoltori.
I lavori iniziarono nel giugno 1950, affidati alla ditta Minnetti e diretti da Emilio Brizzi e Giuseppe Giorgio Gori; nel dicembre dello stesso anno le strutture portanti risultavano ultimate al rustico (prove di laboratorio per il collaudo statico effettuato a cura dell'ing. Leone Chiostri di Pescia fra il 25-11-1950 ed il 26-2-1951).
Il nuovo impianto venne inaugurato nel giugno del 1951, prima della definitiva conclusione dei lavori che, per quanto riguarda le opere di rifinitura, si prolungarono fino al 1953, con un costo totale di 50.000.0000 di lire. Non venne tuttavia mai risolta la questione delle schermature, ovviata per molti anni con ripari precari, teloni e coperture posticce. Nella realizzazione venne anche previsto un successivo piccolo ampliamento, attuabile tramite copertura piana della piazzetta a pianta trapezoidale, posta sul lato Ovest della costruzione (cioè verso l'attuale via VIII Settembre).
Rispetto al primo impianto planimetrico di progetto, l'intero edificio risulta arretrato di 7 ml dal limite della carreggiata di via Amendola così da ampliare la piazza di ingresso e di smistamento traffico (denominata nella relazione di progetto come "piazzetta affari", dato l'affaccio su di essa dello sportello bancario).
Con l'ulteriore, progressivo aumento della produzione floreale nella Valdinievole e la conseguente attività commerciale durante l'intero anno, la struttura del Mercato, concepita come tettoia aperta in funzione soprattutto del mercato estivo, si dimostrò troppo poco capiente rispetto ad una produzione in crescita, di modo che, nel 1970, venne bandito un nuovo concorso in cui risultarono vincitori Leonardo Savioli e Danilo Santi.
«I lavori prendono avvio nella metà degli anni settanta, procedono con lentezza, vengono interrotti per mancanza di fondi nel 1981 e il mercato si trasferisce nella nuova sede nel 1988»
Attualmente la vecchia costruzione versa in stato di degrado e di abbandono anche se il comune ne utilizza una parte ad uso uffici ed una porzione è occupata da un ristorante. Nel frattempo si sta pensando a mutarne la destinazione.
Dopo anni di disuso, il mercato è stato ristrutturato dal Comune di Pescia e riaperto al pubblico nell'agosto dell'anno 2024, e attualmente è utilizzato come spazio multifunzionale per eventi, manifestazioni e mercatini. 

## Architettura

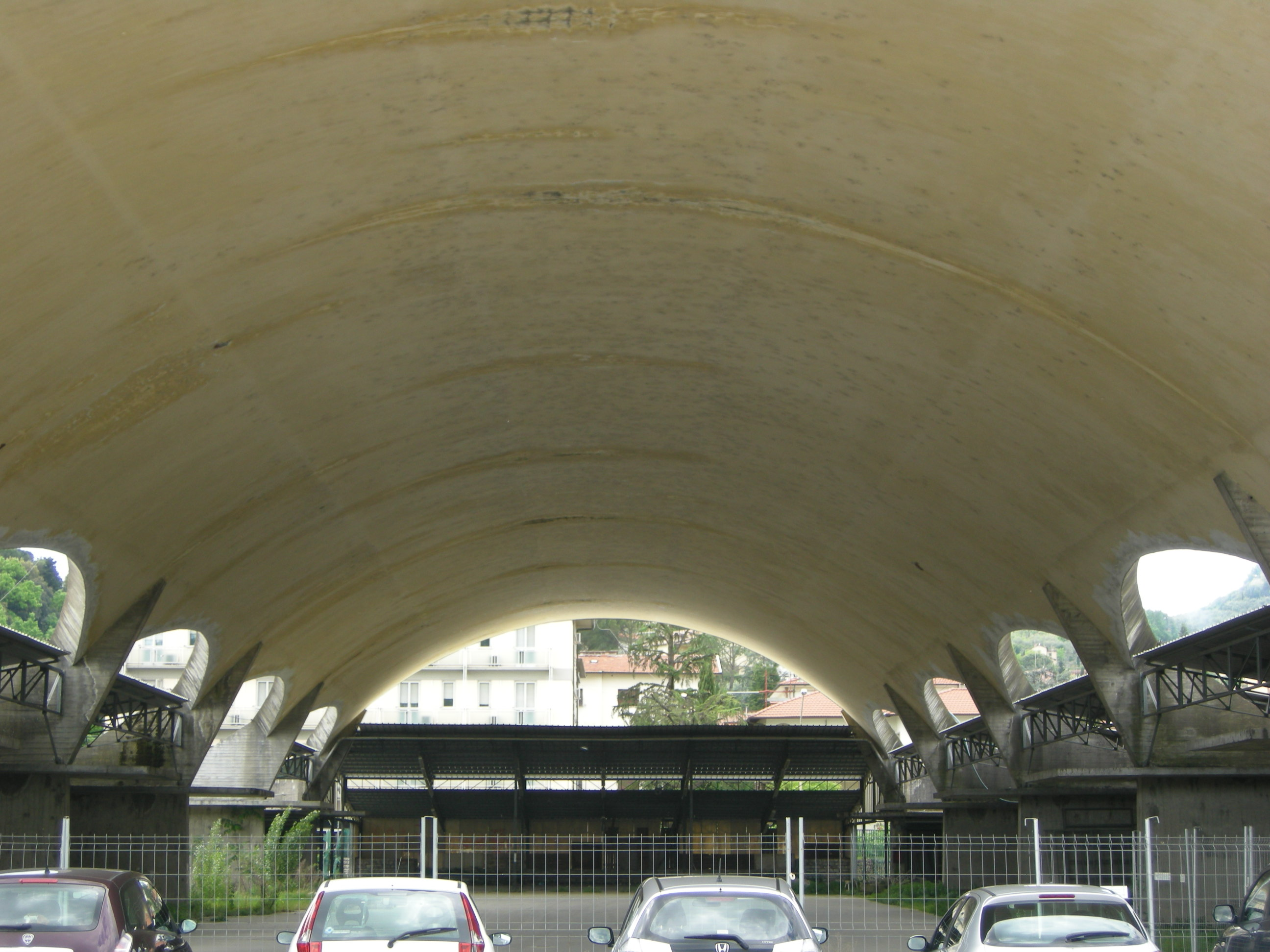
Mercato dei Fiori Vecchio

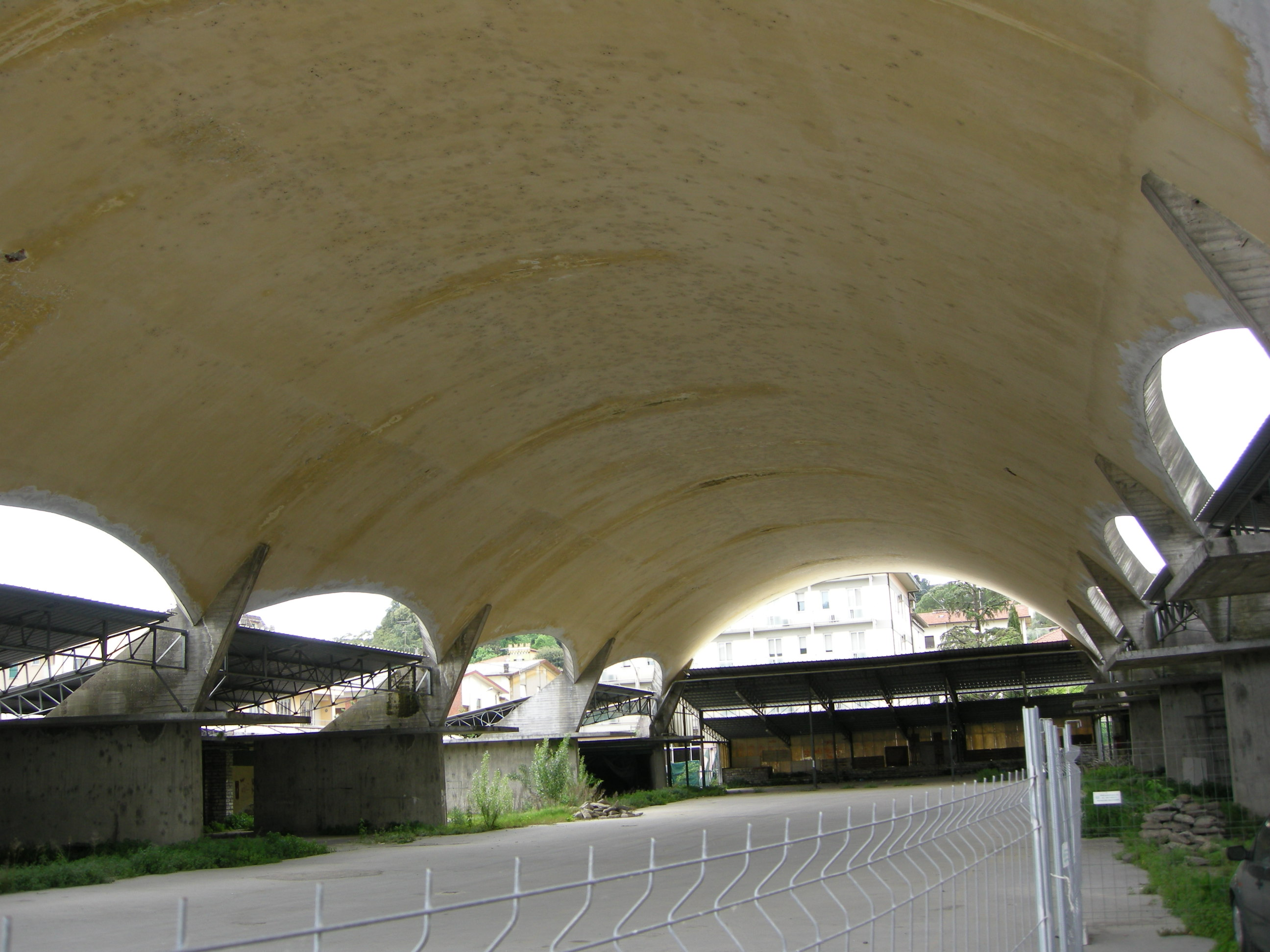
Mercato dei Fiori Vecchio

### Ubicazione
Sorge in un'area intermedia fra il ponte del Duomo sulla Pescia e la stazione ferroviaria, a ridosso degli ultimi isolati urbani edificati nell'anteguerra, occupando un intero isolato delimitato dalle vie G. Amendola, F. Turati, VIII Settembre - su cui si apre l'ingresso posteriore - e F.lli Rosselli.
Tali strade furono aperte in occasione della costruzione del Mercato stesso e risultano dal prolungamento della maglia viaria preesistente, ad esclusione di via G. Amendola che all'epoca della costruzione rappresentava già una delle principali direttrici urbane.
È da rilevare che fino ai primi anni cinquanta lo sviluppo urbanistico di Pescia era avvenuto sostanzialmente senza strumenti urbanistici, nel solo rispetto del Regolamento Edilizio del 1929 (il Piano Regolatore Generale venne redatto dall'Ufficio Tecnico Comunale e adottato solo nel 1958). Fu quindi proprio la realizzazione del Mercato dei fiori a condizionare la successiva crescita urbana, portando ad esempio alla realizzazione, nel 1969, del ponte Europa (detto anche "Ponte dei Fiori"), col preciso scopo di deviare il traffico gravitante sul Mercato dei fiori dai due già troppo congestionati ponti del centro storico.

### Esterno
L'edificio, a sviluppo prevalentemente orizzontale, sembra idealmente porsi come una minima emergenza (determinata dalla grande curva della volta) su un tessuto edilizio continuo caratterizzato da piccole e anonime costruzioni a due piani, attualmente in mediocre stato di conservazione.
Originariamente la grande volta costituiva una sorta di cannocchiale prospettico fra la collina di Colleviti ad Ovest ed il torrente Pescia ad Est; pur essendosi conservata inedificata l'area compresa fra la via Amendola ed il Pescia, occupata dal parcheggio, la costruzione di condomini a tre - quattro piani sul lato occidentale ha notevolmente ridotto tale effetto panoramico. Nonostante si tratti di un edificio isolato, i due fronti prevalentemente chiusi a Sud ed a Nord sembrano voler suggerire un'indifferenziata continuità con il tessuto edilizio preesistente (a Nord) o allora previsto (a Sud), mentre i due prospetti aperti volevano rivolgersi verso i due elementi naturali caratterizzanti il contesto: la collina ed il torrente, tentativo ambientale oggi vanificato dallo sviluppo edilizio circostante.
L'edificio si presenta sostanzialmente come una grande "tenda" rettangolare di 73 x 24 m, coperta da una grande volta a catenaria realizzata con travetti tipo SAP in laterizio armato, che scarica su 12 setti laterali anch'essi in cemento armato posti ad un interasse di 14,40 m.
La volta si sviluppa con asse EO ed ha uno spessore in chiave di 15 cm, del tutto simile cioè ad un normale solaio per edifici d'abitazione con luci normalmente ridotte.
I setti (6 per lato) si presentano come speroni triangolari - il cui profilo superiore è determinato dalla risultante dei carichi della volta - tra i quali si inarcano gli archi parabolici che costituiscono il bordo della volta stessa che, tinteggiata in bianco, «...sembra inarcarsi sui sostegni e proiettarsi verso l'alto, come una tenda gonfiata dal vento».
Planimetricamente i contrafforti lamellari, lasciati in cemento armato a vista, sono allineati in direzione NS, ad eccezione dei quattro angolari che si dispongono secondo le diagonali del lotto per svolgere un'opportuna funzione di controventamento.
I setti sono inoltre irrigiditi da due solette in cemento armato che costituiscono la copertura degli ambienti aperti lungo i due lati maggiori, destinati a magazzini e concepiti in modo da consentire calibrature variabili di 9,60 m², 19 m² e 20 m².
All'esterno i bassi fabbricati laterali presentano con fronti chiusi, "fortificati" dal rivestimento in bozze regolari in pietra calcarea delle cave della Maona e dotati di piccole aperture allineate nella parte alta, in modo da impedire ogni affaccio all'interno.
Questa caratterizzazione monomaterica sottolinea gli effetti plastici determinati sui prospetti lunghi dall'alternanza dei volumi compatti e degli stretti passaggi pedonali di accesso alla piazza coperta, quasi in una sorta di rivisitazione della spazialità del tessuto urbano medioevale: non a caso l'opera del Mercato è stata associata all'architettura delle cattedrali gotiche, quando cioè «...l'idea strutturale diventa tout court immagine evidente e pregnante, e determina il gioco degli spazi».
I fabbricati laterali proseguono nelle testate oltre la lunghezza della "tenda" di copertura e sono destinati ad uffici, depositi, punti di ristoro. In totale i magazzini interessano un'area di circa 1000 m², mentre il corpo principale, dove si svolgevano le operazioni vere e proprie del mercato, si estende per circa 2000 m².

### Interno
La forte caratterizzazione a "piazza coperta" dell'edificio, il cui impianto ortogonale e perfettamente simmetrico viene assimilato a quello classico delle basiliche, viene rimarcata anche dalla pavimentazione adottata al suo interno, in blocchetti di cemento nello specchio corrispondente alla volta, con una larga fascia perimetrale in lastre di pietra forte estesa originariamente anche agli spazi-magazzino aperti sui lati, alcuni dei quali tuttavia presentano attualmente una brutta pavimentazione in asfalto. Le parti basamentali dell'edificio sono rivestite della medesima pietra grigia della Maona dei fronti laterali; le parti metalliche conservano la verniciatura in verde chiaro.
Sono ancora in opera le schermature delle volte laterali, risolte con tettoie su travature metalliche e con tendoni plastici, che sottraggono non poco alla originaria ariosità architettonica della grande volta, così come incongrua appare la tribuna posta sul fondo, a chiusura del lato ovest dell'edificio.

## La critica

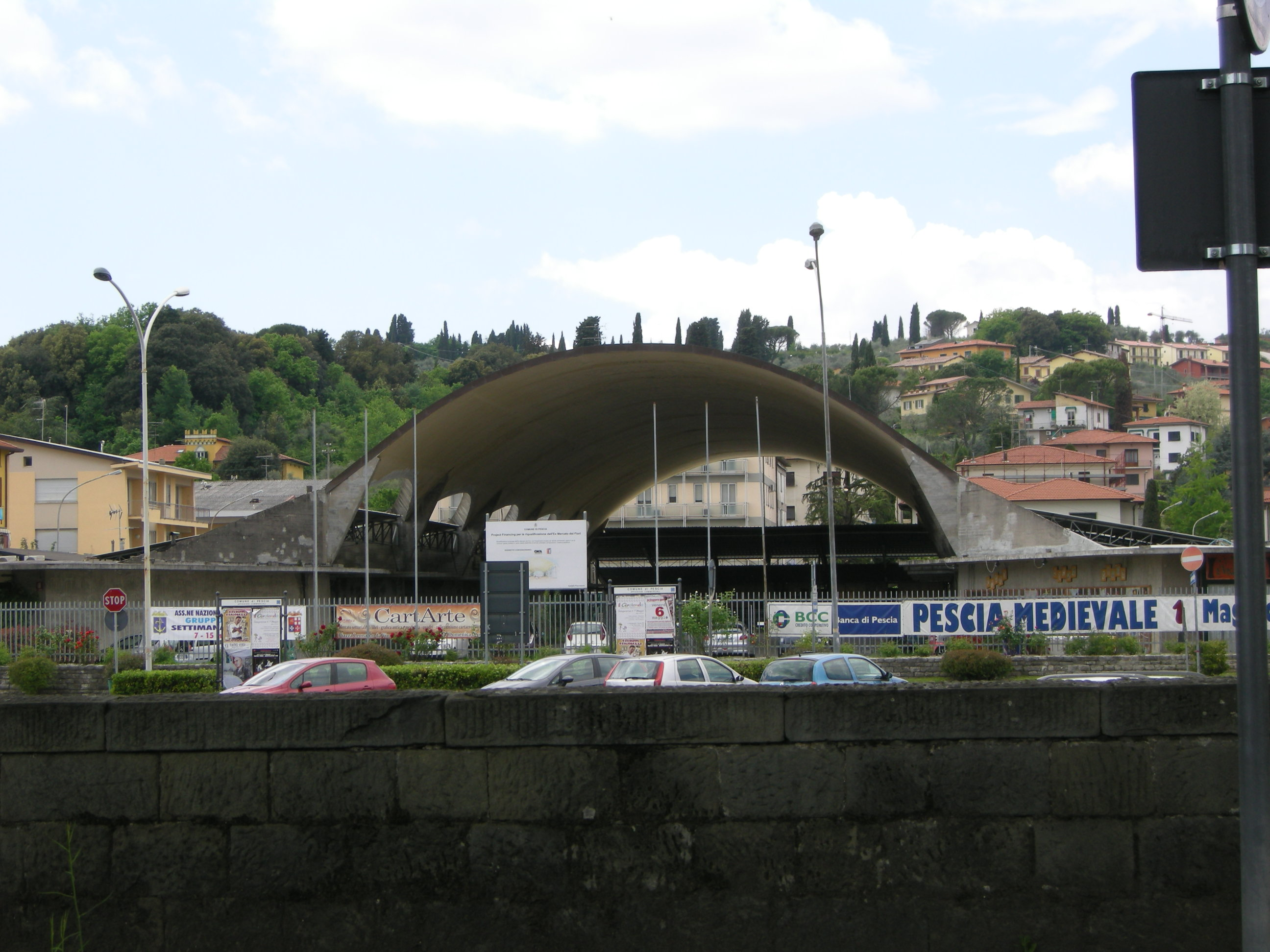
Veduta

L'opera di Savioli, Ricci e Gori venne accolta con immediato favore: nel 1949, all'indomani del concorso veniva sottolineato in un articolo l'arditezza della soluzione di copertura del Mercato e la chiara superiorità del progetto vincitore sugli altri, concludendo che «...finalmente s'esce dallo scatolame "novecento" e si vede un edificio essere intimamente legato fra funzione, costruzione e forma (..). Finalmente si sentono nell'aria le vere proporzioni dell'architettura nuova (..). E la Facoltà fiorentina d'Architettura avrà ragione di gloriarsi di una paternità che è sua»
L'edificio ha continuato a godere di notevole interesse da parte della critica e non sono mancati riconoscimenti internazionali, tra cui il premio S. Paolo del Brasile del 1953, assegnato da una giuria di cui facevano parte fra gli altri Le Corbusier, Gropius, Alvar Aalto e, in rappresentanza dell'Italia, Ernesto Nathan Rogers, il quale legava il Mercato di Pescia alla «...tradizione toscana: un insieme che ci fa pensare al succedersi prospettico brunelleschiano degli archi e delle volte, staticamente logici e coerenti, eppure materialmente lievi».
Secondo Fanelli, invece, si realizza in quest'opera la ricerca «...di un'espressione libera da riferimenti a precedenti, tramite il "perfetto equilibrio di tutte le componenti in una struttura significante»; Koenig la giudica come «...l'opera dove il neoclassicismo di Ricci e Savioli (...) si seppe fondere con le idee strutturali degli altri, ottenendo come risultato che la grande volta sembra librarsi nell'aria».
Secondo Belluzzi, Conforti, per i quali più che i richiami alla tradizione toscana prevale «...l'impressione di uno strutturalismo apollineo, la "limpidezza d'impianto e coerenza strutturale sono le chiavi del successo del concorso di Pescia».
Per Polano, come già per Fanelli, il vecchio Mercato orto-florofrutticolo di Pescia è da annoverarsi tra le opere «...che segnano la "rinascita" dell'architettura italiana nel dopoguerra».